# Enrico Pagani
Enrico Pagani (Shanghai, 7 settembre 1929 – Milano, 2 ottobre 1998) è stato un cestista italiano, attivo tra gli anni quaranta e cinquanta.
Figlio di un ufficiale della Marina italiana e di una russa, era soprannominato Ricky o Il cinese. Di bell'aspetto, parlava varie lingue e apparve anche in un film al fianco di Lea Massari.

## Carriera
Vinse nove titoli italiani da capitano dell'Olimpia Milano.
Disputò 38 partite con la Nazionale italiana, con cui esordì il 17 marzo 1951 nella vittoria per 40-38 sulla Francia. Prese parte ai Giochi olimpici di Helsinki 1952, totalizzando 12 punti.
Nel 1957 interpretò Mario Bonelli ne I sogni nel cassetto, un film diretto da Renato Castellani: fu la sua unica interpretazione e contribuì a farlo definire «il bello del basket». Come attore, non ebbe però la carriera di Vittorio Gassman, anch'egli nazionale di pallacanestro in gioventù.

## Palmarès
- Campionato italiano: 9

Olimpia Milano: 1949-50, 1950-51, 1951-52, 1952-53, 1953-54, 1956-57, 1957-58, 1958-59, 1959-60